# Eusarca aspilataria
Eusarca aspilataria är en fjärilsart som beskrevs av W. Warren 1906. Eusarca aspilataria ingår i släktet Eusarca och familjen mätare. Inga underarter finns listade i Catalogue of Life.